# The Game That Kills
Pour plus de détails, voir Fiche technique et Distribution.
The Game That Kills est un film américain réalisé par D. Ross Lederman, sorti en 1937.

## Synopsis
Après la mort de son frère sur la glace pendant un match de hockey, Alex Ferguson, convaincu qu'il ne s'agit pas d'un accident, se fait passer pour un nouveau joueur afin de découvrir la vérité. Alex tombe amoureux de Betty Holland, la fille de l'entraîneur et il finit par apprendre que le propriétaire de l'équipe, Maxwell, est de mèche avec des joueurs, tout comme certains de ses joueurs, et que l'entraîneur Joe Holland a des dettes envers eux. Betty prend un emploi dans un journal local et s'efforce de blanchir le nom de son père tandis qu'Alex survit à un jeu dangereux, suivi d'une confrontation avec les escrocs.

## Fiche technique
- Titre original : The Game That Kills
- Réalisation : D. Ross Lederman
- Scénario : Grace Neville et Fred Niblo Jr. d'après une histoire de J. Benton Cheney
- Production : Harry L. Decker et Irving Briskin producteur exécutif (non crédité)
- Société de production et de distribution : Columbia Pictures
- Photographie : Benjamin H. Kline
- Montage : James Sweeney
- Costumes : Robert Kalloch
- Pays d'origine : États-Unis
- Format : Noir et blanc - 35 mm - 1,37:1 - Son : Mono
- Genre : Drame
- Durée : 55 minutes
- Date de sortie :
  - États-Unis : 21 septembre 1937

## Distribution
- Charles Quigley : Alex Ferguson
- Rita Hayworth : Betty Holland
- John Gallaudet : Sam Erskine
- J. Farrell MacDonald : Joe Holland
- Arthur Loft : Rudy Maxwell
- John Tyrrell : Eddie
- Paul Fix : Dick Adams
- Max Hoffman Jr. : Bill Drake
- Dick Wessel : 'Leapfrog' Soule
- Maurice Black : Jeff
- Clyde Dilson : Steven Morean
- Ward Bond : Tom Ferguson